# Enrique Ernesto Gigoux
Enrique Ernesto Gigoux Vega (Copiapó, 18 de julio de 1863-Santiago de Chile, 26 de julio de 1951) fue un botánico y naturalista, director del Museo Nacional de Historia Natural de Chile entre 1943 y 1948.

## Biografía
Enrique Ernesto Gigoux nació en Copiapó. Sus padres fueron Esteban (Etienne) Gigoux y María Vega Salcedo. Esteban Gigoux Gayle fue uno de los primeros fotógrafos de Chile, comenzando su actividad en Copiapó en 1856. Esteban Gigoux fue un corresponsal de viaje para la revista francesa L'Illustration, trabajo que lo llevó a California durante la llamada «Fiebre del oro» y posteriormente a África. Llega a Chile a fotografiar la actividad minera de Chañarcillo. Termina radicándose en Copiapó. 
Enrique cursó estudios en el Colegio Católico de esta ciudad y en el Liceo de Hombres de Copiapó. Su formación intelectual y humanística fue llevada a cabo de manera autodidacta, puesto que su carácter rebelde a las instituciones, lo llevó a perseguir su verdadera vocación, la ciencia. La vida en Atacama le llamó siempre la atención, por lo que comenzó a estudiar las plantas y los insectos del desierto, y posteriormente a interesarse en fósiles y minerales. Para apreciar de cerca la naturaleza, Gigoux emprendía frecuentes excursiones a los alrededores de su ciudad natal.
Paralelamente a sus inquietudes científicas, Enrique Ernesto Gigoux también cultivó intereses literarios, tanto en prosa como en poesía, aunque nunca publicó estos textos. Durante su juventud Gigoux desempeñó una serie de oficios, como fotógrafo (uno de sus primeros empleos, siguiendo los pasos de su padre), minero en Chañarcillo, donde fue inspector y laboratorista. Posteriormente Gigoux se transforma en comerciante, específicamente en el rubro de la farmacia. En paralelo, seguía respondiendo a su vocación científica, estudiando biología, química e incluso odontología. Fundó un pequeño museo de historia natural en Copiapó, que luego trasladó a Caldera, con el material que él mismo colectó. Entre estos materiales, creó un herbario con plantas de la zona, que se conserva en la Universidad de Harvard. En agosto de 1892 contrajo matrimonio con Blanca Ofelia James Carmona, hija de William James, un escocés ingeniero en minas. En su matrimonio con Blanca James, Gigoux fue padre de tres hijos Hugo, Zurla y Byron Gigoux James, este último destacado periodista y escritor, director de los diarios Las Últimas Noticias y La Segunda entre 1928 y 1958.

Aprovechando la intensa actividad minera, en 1903 Gigoux se traslada a Caldera, donde se instala con la primera farmacia de la ciudad. Luego fue alcalde de la comuna en tres ocasiones: 1913-1914, 1917-1918 y entre el 19 de mayo de 1918 y el 1 de mayo de 1921. Tal como hacía en Copiapó, Gigoux se dedicó al estudio de la zona de Caldera, incluyendo el mar de este puerto, en el que observa atentamente a las aves, moluscos, peces y equinodermos. Antes ya había hecho un viaje al desierto de Atacama con fines científicos entre los años 1885 y 1886, comenzando su recorrido en Copiapó hasta llegar a los pies del volcán Lluillaillaco. La expedición tuvo un recorrido de 800 kilómetros, y en el trayecto Enrique Gigoux colectó plantas, fósiles e insectos. Años después escribió un libro, Al desierto, en el que describe la expedición e incluso le llevó a ser reconocido en un concurso literario organizado por el diario El Mercurio de Valparaíso en 1915. El libro fue publicado en 1941.

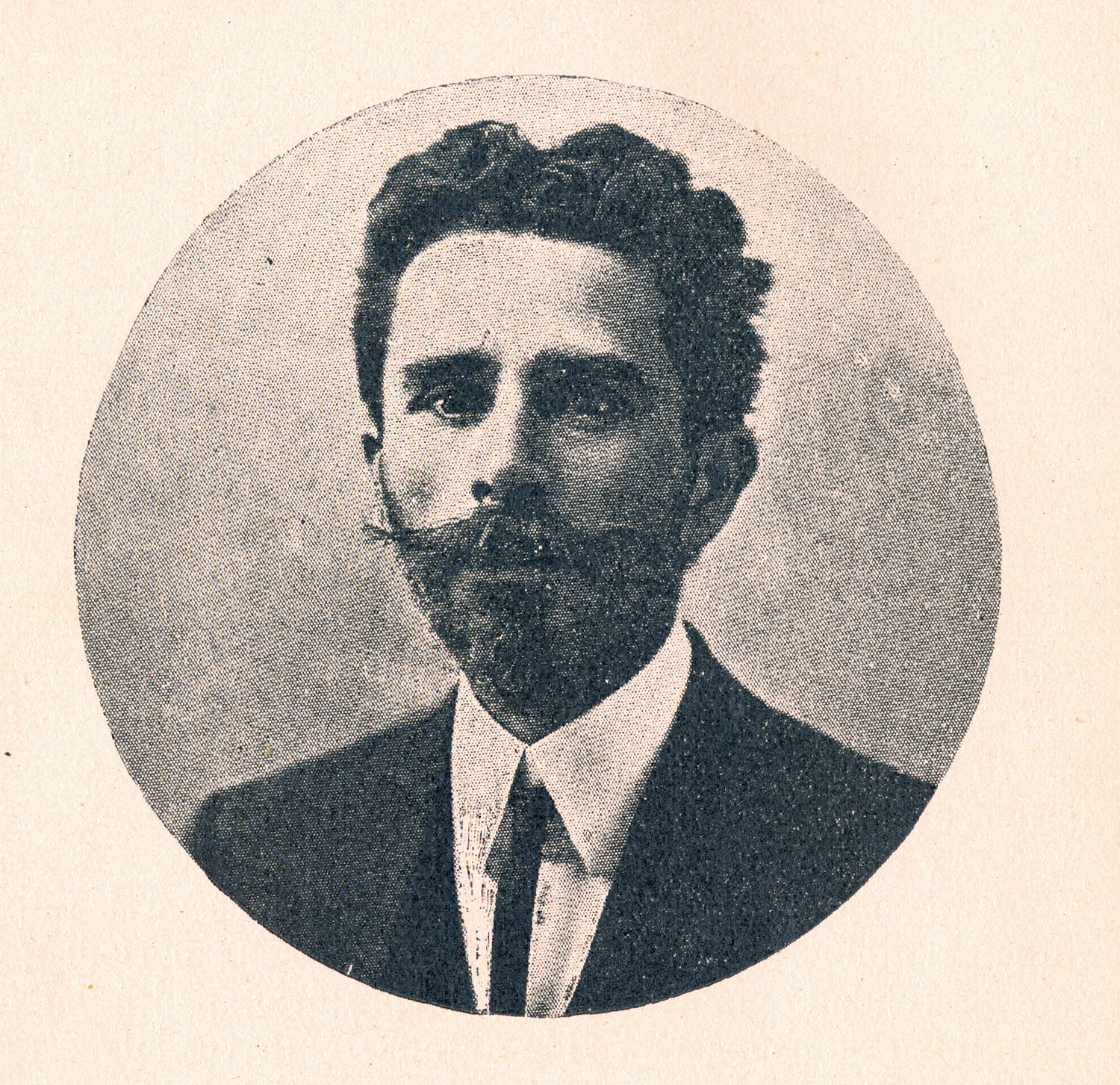
Enrique Ernesto Gigoux en 1925.

Con los años, el mar se transformará una de sus principales áreas de estudio, y motivo de la mayoría de sus trabajos. Promovió la fundación de un acuario en Caldera, como respuesta a sus estudios de biología marina. Gigoux comienza a tomar contacto con hombres de ciencia, a la vez que los capitanes de los barcos que recalan en el puerto de Caldera le traen libros, ejemplares marinos de otros lugares, entre otras cosas. Comienza a publicar sus trabajos en revistas científicas, que llaman la atención por sus detalladas observaciones y toda la información que incluye. Preocupado por la divulgación científica, colaboró durante más de dos décadas con artículos zoológicos para el diario Las Últimas Noticias, periódico en el cual su hijo Byron fue director. También fue colaborador de la Revista Chilena de Historia Natural, fundada por Carlos E. Porter, donde en 1898 publica su primer artículo científico, el primero de más de 70 que publicó en diversas revistas científicas, como la Revista Universitaria y el Boletín del Museo Nacional de Historia Natural. Estos trabajos comienzan a hacerle un nombre en la comunidad científica chilena de la época. Para entonces ya es miembro de varias sociedades científicas, incluso es uno de los fundadores de la Academia Chilena de Historia Natural, además de ser un miembro honorario de la Sociedad Chilena de Entomología. Muchos investigadores que llegaban a la zona de Atacama pasaban a verlo, fue el caso de Max Uhle, Carlos Reiche, Colin Campbell Sanborn, Wilfred Hudson Osgood y de Federico Philippi. Colaboró también con Carl Hellmayr en su obra The birds of Chile.
Durante su vida en Copiapó y Caldera, y producto de sus inquietudes y diversas excursiones y expediciones, Enrique Gigoux funda un pequeño museo de historia natural, parte del cual se mantiene en la Casa Museo Tornini en Caldera. Asimismo, en Copiapó creó un acuario gracias a la donación de la Empresa de Ferrocarril de Caldera a Copiapó. Algunos de los materiales que colectó Gigoux terminaron en colecciones internacionales. Así pasó con el herbario de plantas regionales, que está en la Universidad de Harvard, mientras que muchas aves preparadas por Gigoux se encuentran en el Museo Field de Historia Natural de Chicago. Entre 1935 y 1938 Enrique Gigoux presidió la Academia Chilena de Ciencias Naturales, que funcionaba en dependencias de la Universidad Católica.

## Labor en el MNHN

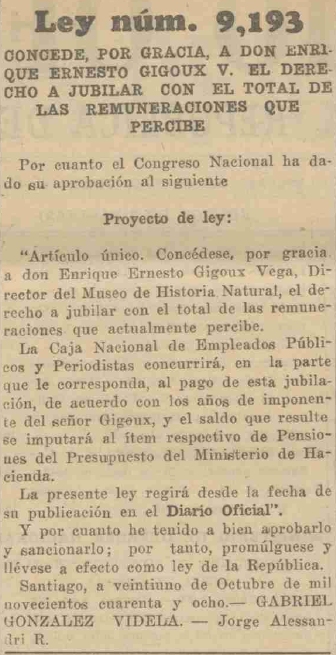
Publicación en el Diario Oficial que otorga a Enrique Ernesto Gigoux una jubilación por gracia

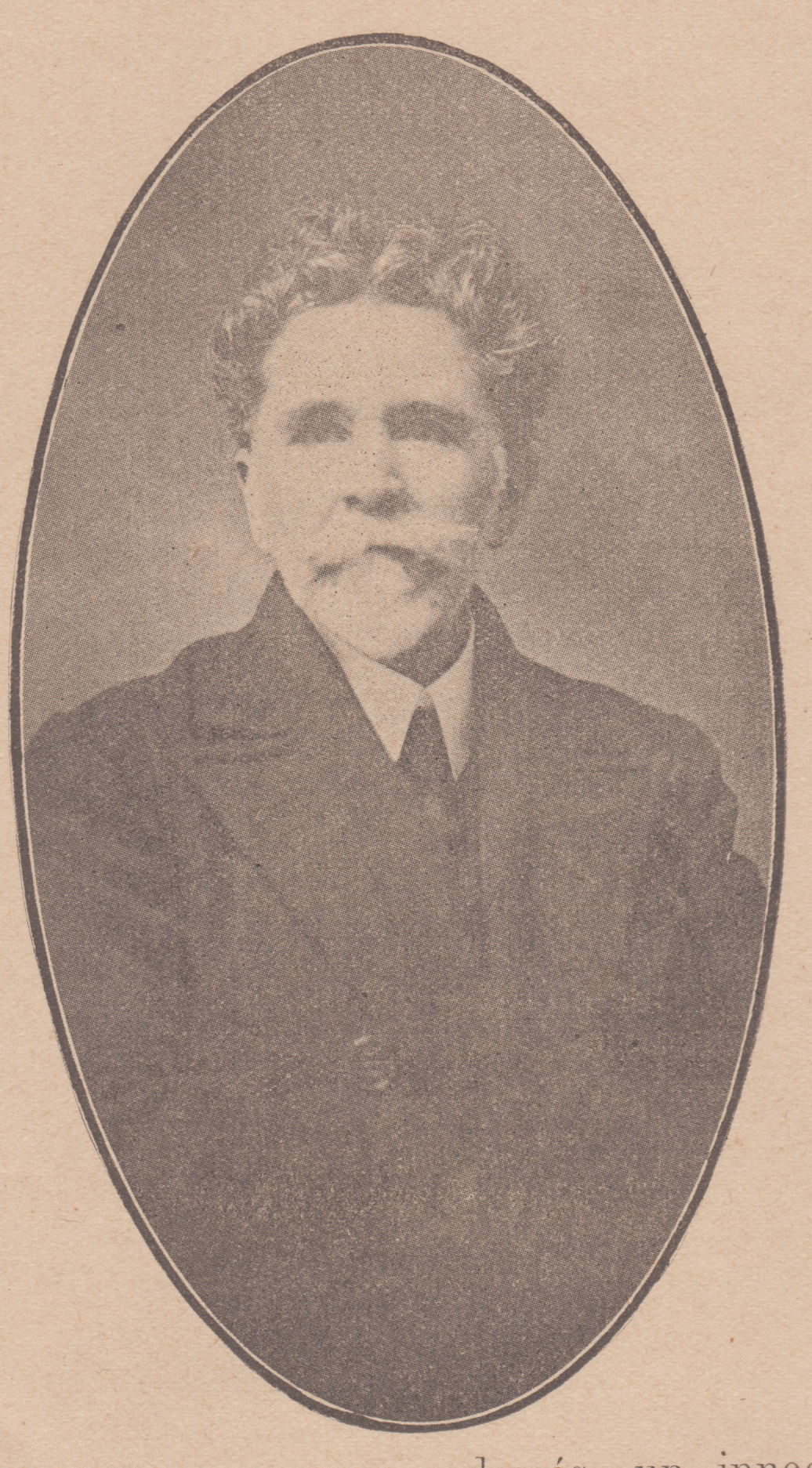
Enrique Ernesto Gigoux, director del MNHN entre 1943 y 1948.

Motivado por las malas condiciones económicas que sufre Caldera producto del terremoto de 1922, en 1927 Enrique Ernesto Gigoux se traslada a Santiago. Ingresa al Museo Nacional de Historia Natural, donde asume la jefatura de la Sección de Zoología, en un museo que está en reconstrucción, debido al terremoto que lo dañó seriamente en abril de ese año. En sus primeros años en el MNHN restaura los tipos de aves presentes en el museo, y colabora con Gualterio Looser, al tiempo que mantiene interés en la malacología. Humberto Fuenzalida, entonces Jefe de la Sección de Geología del MNHN, recuerda a Gigoux: «Su bonhomía y su espíritu acogedor, hacen pronto que su oficina sea el centro espiritual del museo. Allí nos hemos sentado todos a conversar un instante, cuando las tareas o preocupaciones nos agobian, o a debatir los problemas comunes. Siempre había allí un espíritu que sentíamos amigo y que sabía enrielar nuestras preocupaciones o proporcionarnos los datos que nos hacían falta para seguir adelante cuando nos encontrábamos en un callejón sin salida». 
En 1943, luego de la muerte de Ricardo Latcham, es nombrado para asumir la dirección del museo, puesto que era el Jefe de Sección más antiguo. Convertirse en director del MNHN fue un motivo de satisfacción para Gigoux, que entonces tenía 80 años. Por su avanzada edad y aquejado de problemas de salud (sufrió una hemiplejia en 1946), se acoge a jubilación en 1948, para ello, el Parlamento le concede una jubilación por gracia por sus años de servicio como empleado público. Humberto Fuenzalida lo sucedió en el cargo como director del MNHN. Fuenzalida rememora el último adiós a Gigoux en 1951: «Cuando lo despedimos en el cementerio, quisimos decirle nuestro viejo afecto, y guardar su recuerdo como una compañía. Al rendirle este homenaje en el Boletín, queremos saludar en él a estos científicos del pasado, que por amor a la naturaleza, nunca canalizaron sus esfuerzos y lucharon incansablemente por tratar de comprenderla toda, por sorprenderla en su integridad y en su misterio».
En 1999, la entonces recién nombrada directora del MNHN, María Eliana Ramírez, creó una revista destinada para la difusión del trabajo de los investigadores del MNHN, así como para informar sobre diversos eventos y acontecimientos que ocurrían en el Museo Nacional de Historia Natural. Ramírez bautizó la revista como Gigouxiana, en honor a Enrique Ernesto Gigoux.